# Aphonomorphus tenebrosus
Aphonomorphus tenebrosus är en insektsart som beskrevs av Morgan Hebard 1928. Aphonomorphus tenebrosus ingår i släktet Aphonomorphus och familjen syrsor. Inga underarter finns listade i Catalogue of Life.